# Olle Wänlund

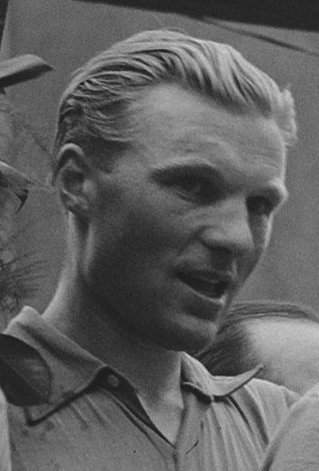
Olle Wänlund (1948)

Olle Wänlund (* 12. September 1923 in Stockholm, Schweden; † 11. Januar 2009 in Täby, Schweden) war ein schwedischer Radrennfahrer. 

## Sportliche Laufbahn
Wänlund betrieb den Radsport ausschließlich als Amateur und trat zwischen 1946 und 1950 in überregionalen Rennen in Erscheinung. Seine ersten Erfolge hatte er 1946 mit einem dritten Platz bei den schwedischen Straßenmeisterschaften und dem Gewinn des Nordischen Meisterpokals (Nordisk Mesterskab) mit der schwedischen Nationalmannschaft. 1948 wurde Wänlund Dritter der UCI-Straßen-Weltmeisterschaft 1948 der Amateure. Bei den Olympischen Spielen 1948 in London gehörte Wänlund ebenfalls zur schwedischen Nationalmannschaft, mit der er in der Mannschaftswertung den fünften Platz erreichte. Im Straßen-Einzel gab er vorzeitig auf. Das letzte Jahr seiner Erfolge 1950 begann mit dem Gewinn des traditionsreichen schwedischen Straßenrennens Östgötaloppet. Bei den schwedischen Meisterschaften 1950 wurde er im Einzelzeitfahren Zweiter und gewann das Mannschaftszeitfahren. Den letzten Sieg seiner Karriere errang er beim 1950er Nordisk Mesterskab wieder mit der Nationalmannschaft.